# Diglymma
Diglymma is een geslacht van kevers uit de familie van de loopkevers (Carabidae). De wetenschappelijke naam van het geslacht is voor het eerst geldig gepubliceerd in 1886 door Sharp.

## Soorten
Het geslacht Diglymma omvat de volgende soorten:
- Diglymma castigatum Broun, 1909
- Diglymma clivinoides (Castelnau, 1868)
- Diglymma marginale Broun, 1914
- Diglymma obtusum (Broun, 1893)